# L'Herbe tendre
L'Herbe tendre est une chanson française écrite par Serge Gainsbourg, cocomposée par lui-même et Michel Colombier et chantée en duo par Serge Gainsbourg et Michel Simon, éditée en 1968.

## Historique
Pendant le tournage du film Ce sacré grand-père réalisé par Jacques Poitrenaud, Serge Gainsbourg, auteur de la chanson, l'interprète en duo avec Michel Simon pour lequel il l'a écrite. L'Herbe tendre est enregistrée en prise directe durant le tournage sans accompagnement musical lors d'une scène où les deux acteurs, assis dans l'herbe, boivent des verres de vin.
La musique est cocomposée par Michel Colombier et Serge Gainsbourg tandis que les arrangements et la direction musicale sont effectués par Michel Colombier. La chanson est enregistrée en 1967 et éditée en 1968 par les éditions Sido Music,.